# Vampire of the Desert
Vampire of the Desert è un cortometraggio muto del 1913 diretto da Charles L. Gaskill.

## Produzione
Il film fu prodotto dalla Vitagraph Company of America.

## Distribuzione
Distribuito dalla General Film Company, il film - un cortometraggio in due bobine - uscì nelle sale cinematografiche statunitensi il 16 maggio 1913.